# ピウス7世 (ローマ教皇)

『ナポレオン1世の戴冠』ジャック＝ルイ・ダヴィッド 画

ピウス7世（Pius VII、1742年8月14日 - 1823年8月20日）は、第251代ローマ教皇（在位：1800年3月14日-1823年8月20日）、カトリック教会の司祭。本名、ジョルジョ・バルナバ・ルイージ・キアラモンティ（Giorgio Barnaba Luigi Chiaramonti）。ナポレオンと激しく対立して幽閉されるも、結果的に欧州外交界において教皇庁の地位を高めることになった。

## 生涯
ルイージ・キアラモンティは1742年に教皇領のチェゼーナで貴族の家に生まれた。ラヴェンナで学び、1756年にベネディクト会に入会した。彼は同郷の友人であったジョヴァンニ・ブラスキが教皇職につくための援助を惜しまず、その功によって教皇ピウス6世となったブラスキからローマのサン・カリスト修道院院長、司教、そして枢機卿に任命された。
1799年にピウス6世が没したため、コンクラーヴェが行われた。3か月にわたって紛糾した選挙の末に選ばれたのはキアラモンティであり、彼は友人であった前任者の名前を引き継いでピウス7世を名乗った。
ピウス7世が教皇としてまず取り組まなければならなかったのは、カトリック教会と世俗国家の関係修復であった。当時はガリカニスム、フェブロニウス主義などが盛んで、反教会的な雰囲気が最高潮に達していた。彼は手始めにフランスの第一執政であったナポレオン・ボナパルトと折衝を開始し、1801年にコンコルダートを成立させることで、フランス革命以来断絶していたフランス政府とカトリック教会の関係が公式に修復された。彼の外交面での成功には、右腕となった枢機卿エルコール・コンサルヴィの働きが大きかった。
しかし、1804年、ナポレオンの戴冠式に招かれてフランスを訪れたピウス7世は、政府が教会を支配するシステムが確立していることに愕然とし、ナポレオンが教皇の権威を政治的に利用している現実に直面した。このときのピウス7世の心情は、ジャック＝ルイ・ダヴィッドの傑作『ナポレオンの戴冠』でナポレオンの後ろに座っているピウス7世の渋い表情によく表されている。
以後、教会を利用しつくそうとするナポレオンと教皇の関係は急速に悪化し、ナポレオンが教皇領を接収するにおよんで、ピウス7世はナポレオンを破門した。1809年、ナポレオンはこれに応えてピウス7世を北イタリアのサヴォーナに監禁した。ナポレオン退位後、1814年にようやくローマへ戻った教皇を、市民は歓呼をもって迎えた。
ピウス7世と教皇庁の地位は、ヨーロッパ諸国においても認知されるものとなり、ウィーン会議では教皇領の復活が認められた。ピウス7世は23年の在位期間において、1814年のイエズス会の復興、ロシアとプロシアとのコンコルダートの締結など多くの成果を残した。
ピウス7世は任期の前半においてナポレオンと激しく対立したが、ナポレオン没落後は一族をローマにかくまったり、臨終のナポレオンのためにセント・ヘレナ島に司祭を派遣したりする粋な一面も見せている。